# Cryptolabis (Cryptolabis) bisinuatis
Cryptolabis (Cryptolabis) bisinuatis is een tweevleugelige uit de familie steltmuggen (Limoniidae). De soort komt voor in het Nearctisch gebied.